# Qift
Qift (arabsko  قفط, koptsko Ⲕⲉϥⲧ Keft ali Kebto, egipčansko Gebtu, starogrško starogrško Κόπτος Kóptos, latinsko Justinianopolis) je majhno mesto na vzhodnem bregu Nila v egiptovski provinci Qena, pribižno 43 km severno od Luksorja. V Starem Egiptu je bil zaradi bližine Rdečega morja pomembno trgovsko križišče med Indijo,  Puntom, Arabijo in severnim Egiptom.

## Zgodovina

### Faraonsko obdobje
V Starem Egiptu se je Qift imenoval Gebtu. Bil je pomembno upravno, versko in trgovsko središče in glavno mesto gornjeegiptovskega noma  Haravi (Dva sokola). Iz Gebtuja in bližnjega Kusa so vodile karavanske poti do Rdečega morja in rudarske poti v Vzhodno puščavo. Severna  karavanska pot se je končala v pristanišču Taau (Mioshormos ali Mios Hormos), južna pa v pristanišču Šaširit  (Berenice). V obdobju domorodnih faraonov je vse trgovanje južnega Egipta z Rdečim morjem potekalo po teh dveh poteh. V ptolemajskem, rimskem in bizantinskem obdobju so trgovci po istih poteh trgovali z Zanzibarjem, Južno Arabijo, Indijo in Daljnim vzhodom.
Gebtu je bil tudi najpomebnejše versko središče v regiji. Glavno moško božanstvo je bil bog neba Min, katerega simbol je bila strela. Kasneje je postal moško božanstvo plodnosti.  Častili so ga tudi kot moško božanstvo puščavske regije vzhodno od Nila.
Njegov kult je postal zelo pomemben v Srednjem kraljestvu. V tistem obdobju so ga začeli združevati s Horom v Min-Hora. Kasneje sa ga združili z Amonom v božanstvo Min-Amen-ka-Mut-ef  - Min-Amon-bik njegove matere (Hator-Izide). Izida (Hator-Izida) in njen otrok Hor  sta bila tesno povezana z Gebtujem. V obdobju Enajste dinastije  so Gebtu zasenčile Tebe.

### Rimsko in bizantinsko obdobje
V grškem obdobju Egipta se je Gebtu preimenoval v Koptos.
V rimskem obdobju je ponovno pridobil ugled pod Antonini (2. stoletje n. št.), ko je postal bazni tabor III. legije Cirenajka ali vsaj ene od njenih enot. Mesto se je uprlo Rimljanom, vendar ga je Dioklecijan po dolgem obleganju leta 292 osvojil in skoraj uničil. Mesto se je kmalu opomoglo. V 6. stoletju se je po bizantinskem cesarju Justinijanu I. preimenovalo v  Justinijanopolis. Po njem se je poimenovalo tudi več drugih bizantinskih mest.

### Islamsko obdobje
Pod kalifi in sultani v islamskem obdobju je bil Qift glavno mesto Gornjega Egipta in šiitskega vakufa ašrafov Alidov.  V 12./13. stoletju je geograf  Jaqut al-Hamavi pisal o njegovem trgovanju z Indijo in sadovnjakih, ki ga obdajajo. V ajubidskem obdobju je več generacij visokih državnih uradnikov – kadijev imelo priimek Al Qifti, ki je kazal na njihovo poreklo. V mestu je bil leta 1172 rojen in se šolal  slavni biograf al-Qifti. Leta 1176  so se Saladinovemu bratu Al-Adilu uprli kristjani. Po zatrtju upora so oblasti obesile skoraj 3.000 koptskih upornikov.  V poznem 13. stoletju so okoli mesta še vedno delovali številni samostani, po turški zasedbi Egipta pa so večji del mesta izravnali z zemljo in mesto se ni nikoli več opomoglo. V zgodnjem 20. stoletju je imelo samo 8.934 prebivalcev.

## Arheologija
W. M. Flinders Petrie in kasneje Raymond Weill in  Adolphe Joseph Reinach so v letih 1893-1894 oziroma 1910-1911 odkrili tri skupine templjev, obdanih z obzidjem. Qift so v letih 1987 in 1922 raziskovali ameriški in v letih 2000-2003 avstralski arheologi.

### Severni tempelj
Prvi  severni tempelj, posvečen Minu in Izidi je iz Srednjega kraljestva. V Novem kraljestvu ga je temeljito obnovil Tutmoz III. (vladal 1458–1425 pr. n. št.), v ptolemajskem obdobju pa je državni uradnik Sennuu-šepsi v imenu Ptolemaja II. Filadelfa (vladal 281-246 pr. n. št.) zgradil novega.  Kasneje so ga dograjevali Ptolemaj IV. Filopator (vladal 221–205 pr. n. št.) in rimska cesarja Kaligula (vladal 37-41 n. št.) in Neron (vladal 54-68). Na drugem pilonu je še vedno Neronovo posvetilo, na severni strani zgradbe pa Kaligulova kartuša.

### Srednji tempelj
Srednji tempelj je iz obdobja Tutmoza III. iz Osemnajste dinastije. Ponovno zgradil ga je Ptolemaj II. Filadelf, obnovil pa rimski cesar Klavdij. Manjša popravila sta opravili tudi Kaligula in Trajan. V temeljih so elementi iz Starega kraljestva in prvega vmesnega obdobja. Vse najdbe so v Kairskem muzeju.

### Južni tempelj
Južni tepelj je posvečen bogu Gebu. Na tempeljskem kompleksu so vrata Nektaneba II., zadnjega domorodnega faraona iz Tridesete dinastije.  Med druge najdbe spadajo stele, znane kot Koptoški dekreti. Stele so iz obdobja Šeste in Sedme dinastije. V tempeljskem kompleksu so odkrili tudi kapelo Kleopatre VII. in njenega sina Ptolemaja XV. Cezariona.